# Börsengehandelte Goldprodukte
Börsengehandelte Goldprodukte sind verschiedene Anlageformen zur Nutzung von Gold als Kapitalanlage. Im Wesentlichen sind dies Börsengehandelte Fonds (ETF) und Zertifikate; eine üblicherweise separat betrachtete Spezialform der Zertifikate sind die Exchange-traded Commodities (ETC). Geschlossene Fonds zählen nicht dazu. Charakteristikum dieser Finanzprodukte ist die börsentägliche Handelbarkeit. Einige Börsenplätze haben sich auf den Handel insbesondere von ETF spezialisiert.
Grundsätzlich können die Produkte nach dem Anteil der Unterlegung mit physischem Gold klassifiziert werden. Rein synthetische Papiere bilden lediglich den Goldpreis ab.

## Börsengehandelte Fonds
Börsengehandelte Fonds (ETF) sind – wie alle Investmentfonds – Sondervermögen. Im Falle der Insolvenz der Investmentgesellschaft bleibt das Fondseigentum für die Anteilseigner erhalten.
Vorteile der Börsengehandelten Fonds sind die in der Regel hohe Marktliquidität und die geringen Kosten. Da es sich nahezu ausschließlich um passive Finanzprodukte handelt, die kein aktives Fondsmanagement benötigen, sind die Gebühren meist niedriger als bei aktiv gemanagten Fonds. Dies trifft auch auf Edelmetall-ETF zu. Da ETF über verschiedene Börsenplätze gehandelt werden, bilden sich über den gesamten Handelstag stets neue Marktpreise oder diese werden von einem Marktpfleger gestellt. Somit sollte der Preis eines Gold-ETF fast genau den Marktpreis für Gold nachzeichnen.

### Besonderheiten im deutschen Markt
Eine Hürde für Gold-ETF ist in Deutschland die Zulassung zum öffentlichen Vertrieb: Um zum öffentlichen Vertrieb zugelassen zu sein, dürfen Fonds nach dem Investmentgesetz nur bis maximal 30 Prozent des Fondsvolumens in eine einzelne Anlage investieren. Diese Grenze überschreiten rein physische Gold-ETF naturgemäß, da sie die Fondsbestände komplett in physisches Gold investieren. Somit sind klassische Gold-ETFs wie SPDR Gold Shares und ZKB Gold in Deutschland nicht zum öffentlichen Vertrieb zugelassen.

## Zertifikate
Zertifikate sind Inhaberschuldverschreibungen, unterliegen also einem Solvenzrisiko des jeweiligen Emittenten. Die Abgrenzung von Gold-Zertifikaten im engeren Sinne zur speziellen Unterform der Gold-ETC (Exchange Traded Commodities) ist nicht trennscharf; ETC sind häufiger mit physischem Gold hinterlegt, während Zertifikate in der Regel derivative Komponenten zur Abbildung ihrer Wertentwicklung nutzen. Auch werden Zertifikate in der Regel von Geschäftsbanken direkt emittiert, während ETC meist von einem unabhängigen Emissionsvehikel ausgegeben werden.
Durch die derivative Struktur lassen sich Zertifikate auch mit einem Hebel, einem Garantieschutz oder einer Währungsabsicherung ausstatten.

### Exchange Traded Commodities
Obwohl der Name – wohl aus Marketinggründen – sehr an ETF erinnert, sind Exchange-traded Commodities (ETC) keine Fonds, sondern Zertifikate in Form von Inhaberschuldverschreibungen. Dies bedeutet, das Fondsvermögen ist kein Sondervermögen, sondern die Anleger kaufen ein Anrecht bei dem Emittenten des Wertpapiers. Teilweise sind Gold-ETC mit Tresorgold gedeckt.
Die wichtigsten ETC auf Gold, die in Deutschland gehandelt werden, sind nach verwaltetem Vermögen:
- Xetra-Gold, Emittent ist die Deutsche Börse Commodities
- ETFS Physical Gold, Emittent ist ETF Securities
- Invesco Physical Gold A, Emittent ist Invesco Physical Markets PLC
- iShares Physical Gold ETC, Emittent ist iShares Physical Metals PLC, BlackRock
- Gold Bullion Securities, Emittent ist ETF Securities
- DB Physical Gold ETC Euro Hedged, Emittent ist die Deutsche Bank
- ETFS Physical Swiss Gold, Emittent ist ETF Securities
- EUWAX Gold, Emittent ist die Boerse Stuttgart Securities
- EUWAX Gold II, Emittent ist die Boerse Stuttgart Securities

Im Jahr 2011 lag der Umsatz der sechs größten Gold-ETC in Deutschland bei über 6,5 Milliarden Euro.

## Besteuerung in Deutschland
Als Finanzprodukt unterliegen börsengehandelte Fonds und Zertifikate der deutschen Abgeltungsteuer. Dies bedeutet, dass ein deutscher Anleger Gewinne aus einer Anlage in einen börsengehandelten Goldprodukt mit 25 % (zzgl. Solidaritätszuschlag und ggf. Kirchensteuer) versteuern muss. Verluste können mit Gewinnen aus anderen Anlagen verrechnet werden. Nach einem Urteil des Bundesfinanzhofes im Oktober 2015 (Az.: VIII R 4/15 und VIII R 35/14) stellt Xetra-Gold einen börsengehandelten Rohstoff dar. Es wird damit in steuerlicher Hinsicht genauso wie Münzen und Barren aus physischem Gold eingestuft. Damit unterliegen Veräußerungsgewinne nicht der Kapitalertragsteuer. Kursgewinne, die innerhalb der zwölfmonatigen Spekulationsfrist realisiert werden, unterliegen aber dem persönlichen Steuersatz.